# Partido Socialista Unificado (Francia)
El Partido Socialista Unificado (PSU) fue un partido político francés fundado el 3 de abril de 1960. 

## Historia
El PSU nació por oposición a la guerra de Argelia y al apoyo que la SFIO proporcionó al golpe de Estado gaullista de 1958, que dio origen a la Quinta República Francesa. Lo formaron:
- El Partido Socialista Autónomo (PSA, disidente de la SFIO), representado por Daniel Mayer
- La Unión de Izquierda Socialista (UGS, de origen cristiano de izquierda y marxista, dirigido por Gilles Martinet)
- Un grupo de disidentes del PCF reunido alrededor del periódico (Tribune du communisme, que dirigía Jean Poperen).

Este partido estaba formado en su mayoría por socialdemócratas y socialistas reformistas, pero en él había también revolucionarios, más o menos marxistas, algunas minorías reivindicadoras del luxemburguismo o del trotskismo.
Tras su congreso fundacional, el PSU consiguió 30.000 militantes, de los que 20.000 provenían del PSA y 10 000 de la UGS. Un par de centenares de esos militantes tenían su origen en Tribune du communisme.
En 1960, Pierre Mendès France se unió al PSU, a pesar de las reticencias de algunos antiguos militantes de la UGS, que no aceptaban la entrada en el PSU de militantes cercanos a Mendès del Centro de Acción Democrática, al considerar que estos eran más liberales que socialistas.
En 1965, el PSU no presentó candidato para las elecciones presidenciales y apoyó a François Mitterrand, quién también se vio apoyado por la SFIO y por el PCF. Varias escisiones desembocaron en la creación de la Unión de Clubs por la Renovación de la Izquierda (Alain Savary) y, luego, de la Unión de Grupos y Clubs Socialistas (Jean Poperen).
En julio de 1967, los Estudiantes Socialistas Unificados (ESU, organización estudiantil du PSU) tomaron el control de la UNEF tras su congreso en Lyon, desplazando a la Unión de Estudiantes Comunistas. Se encontraron en minoría tras el congreso de Orleans, pero conservaron la presidencia gracias a un pacto con los maoístas. Las ESU perdieron el control de modo definitivo en 1971, lo que desembocó en la escisión entre UNEF-US y UNEF-SE.
En mayo de 1968, el PSU apoyó a los estudiantes y se mostró partidario de la autogestión. El 1 de junio de 1969, Michel Rocard consiguió un 3,61% de votos en la primera vuelta de las elecciones presidenciales. Entre 1967 y 1973, Michel Rocard dirigió el partido.
En 1972 el PSU no firmó el programa común de la izquierda. En 1973, un grupo liderado por Jacques Kergoat, que era el secretario general del PSU de París, se unió a la Liga Comunista Revolucionaria (LCR). En 1974, otro grupo liderado por Michel Rocard y Robert Chapuis se unió al Partido Socialista. La Izquierda revolucionaria (marxista-leninista), se unió al Partido Comunista Marxista-Leninista de Francia.
El 26 de abril de 1981, Huguette Bouchardeau consiguió un 1,11% de votos en la primera vuelta de las elecciones presidenciales.
El 25 de abril de 1988, el PSU apoyó la candidatura comunista disidente de Pierre Juquin, que consiguió un 2,09% de los votos en la primera vuelta de las elecciones presidenciales.
El PSU se disolvió en noviembre de 1989. Parte de sus miembros se unieron a la Nueva Izquierda surgida de los comités Juquin y fundaron Alternativa Roja y Verde, que en 1998 se fusionó con una minoría de la Convención por una Alternativa Progresista (CAP) para convertirse en los Alternativos. Ninguno de estos movimientos alcanzó la categoría crítica necesaria para llegar al peso que tuvo en el debate de la izquierda el PSU.

## Congresos del PSU
- Véase Congresos obreros en Francia, sección Congresos del PSU.

## Secretarios nacionales del PSU
- 1960 - 1967: Édouard Depreux (Gilles Martinet secretario general adjunto)
- 1967 - 1973: Michel Rocard
- 1973 - 1974: Robert Chapuis
- 1974 - 1979: Michel Mousel
- 1979 - 1981: Huguette Bouchardeau
- 1981 - 1983: Jacques Salvator
- 1983 - 1984: Serge Depaquit
- 1984 - 1989: Jean-Claude Le Scornet

## Antiguos militantes
- Gilles Lemaire, secretario nacional de Los Verdes entre 2003 y 2005.
- Arlette Laguiller, portavoz de Lucha Obrera.
- Alain Geismar
- Alain Guillerm, ensayista y sociólogo.
- Guy Caro, médico psiquiatra
- Yves Le Foll
- François Lamy, secretario nacional del Partido Socialista
- Marylise Lebranchu, exministra
- Michel Vergnier
- Jack Lang, diputado, exministro de Educación y de Cultura
- Jean-Paul Huchon, presidente de la región Île-de-France
- Jean-Claude Izzo
- Pierre Vidal-Naquet, historiador
- Jacques Bugnicourt
- Emmanuel Le Roy Ladurie, historiador